# Великолепный (фильм, 1973)
«Великолепный» (фр. Le Magnifique) — французская кинокомедия с участием итальянских кинематографистов, пародия на западные шпионские боевики о суперагентах, в первую очередь — на фильмы о Джеймсе Бонде.

## Сюжет
Автор шпионских романов Франсуа Мерлен все дни напролёт просиживает за печатной машинкой, поскольку его редактор Шаррон ждёт новый роман. Написав уже 41 роман о суперагенте Бобе Сен-Клере, Мерлен так и не разбогател. Постоянно выпрашивая аванс у Шаррона и каждый раз получая отказ, он живёт в убогой квартире, и его кошелёк вечно пуст. Его личная жизнь тоже не ладится: с женой он в разводе, а с симпатичной соседкой Кристин боится даже заговорить. Зато на бумаге он может дать волю своей фантазии: Кристин перевоплощается в суперагента Татьяну, а Шаррон — в гнусного начальника секретной службы Республики Албания полковника Карпоффа. Боб Сен-Клер находит выход из любой ситуации. Он с лёгкостью расправляется с лучшими агентами разведки Албании и может очаровать любую женщину. Именно поэтому ему поручают самые рискованные задания во всех уголках мира.
Однажды, случайно заглянув к Мерлену, Кристин видит книжные полки, заставленные романами, и берёт почитать один из них. Совсем скоро она приходит и за остальными романами. Работая социологом в международном социологическом центре, она видит в романах Мерлена интересную тему для диссертации — феномен Боба Сен-Клера. Общаясь с писателем, она не воспринимает всерьёз его ухаживания, Боб Сен-Клер — вот настоящий мужчина, мечта миллионов женщин. Мерлен проигрывает в борьбе за любимую женщину плоду своего собственного воображения. Этого он вынести уже не может — Боб Сен-Клер обречён: он падает с обрыва в море и вынужден проводить остаток своей жизни в жалкой хижине, мучась от простуды и прочих болезней, с ингалятором в одной руке и грелкой в другой. Теперь Мерлен свободен. Он перестаёт быть рабом Боба Сен-Клера и своих романов и может наконец почувствовать вкус реальной жизни.
Кристин находит его в парке за игрой и признаётся ему, что на самом деле Боб совсем не её тип мужчины, и что ей больше нравятся умные и тонко чувствующие, как Мерлен.

## В ролях
- Жан-Поль Бельмондо — писатель Франсуа Мерлен / суперагент Боб Сен-Клер (озвучивает Александр Демьяненко)
- Жаклин Биссет — Кристин / Суперагент Татьяна (в советской прокатной версии — Диана)
- Витторио Каприоли — редактор Шаррон / начальник секретной службы Карпофф (в советской прокатной версии — Карпштофф) (озвучивает Зиновий Гердт)
- Ханс Майер — Полковник Коллинз
- Моник Тарбес — Миссис Бергер
- Жан Лефевр — электрик
- Марио Давид — уличный полицейский, выписывающий штраф
- Раймон Жером — генерал Понтобер
- Юбер Дешам — продавец пишущей машинки

## Отличия советской версии
В оригинале Боб Сен-Клер сражается с полковником КГБ Карповым (Karpoff), в советской же версии фигурирует злодей с немецкой фамилией Карпштофф, а Татьяну (аллюзия на фильм "Из России с любовью") зовут Диана.
В оригинале в конце фильма писатель, расправляясь со своим супергероем, дабы окончательно его уничтожить в глазах Кристин, делает его гомосексуалом. Боб Сен-Клер и злодей Карпофф в комическом ужасе отмахиваются от женщины и уезжают вдвоем на велотандеме. Шутка была вырезана советской цензурой.